# Chloroclystis apotoma
Chloroclystis apotoma là một loài bướm đêm trong họ Geometridae.